# 屋良座森城
屋良座森城（やらざもりぐすく、沖縄語：やらざむいぐしく）は、沖縄県那覇市にあった琉球のグスクである。那覇港の国場川河口南にあった。

## 歴史
屋良座森城は、1546年に尚清王によって那覇港南口に築城された。那覇港と那覇市街を守るために、姉妹城の三重城と並んで築城された。両城の間には鉄の鎖の防波網を張り、船の入港を防ぐことができた。二城のうち大きい方の屋良座森城は、7～9cmの大砲で武装していた。また、防備陣では、杭や国産のハンドキャノンなどで武装していた。これらの防御は海賊に対するものだったが、1609年の薩摩軍の侵攻の際には、薩摩の艦隊を追い払うことに成功し、屋良座森城が極めて重要であることが証明された。その後も海賊対策に使用されたが、一般的には民間人による船の見送りに使用されるようになった。
元々は海上に築かれた城で、長い土手道が本土との間を結んでいた。しかし、時が経つにつれ、土手と南側の土地の間に土砂が堆積し、土手が海岸の役割を果たすまでになった。1945年の沖縄戦後、アメリカは那覇港の南岸に海軍基地を設置した。基地拡張の一環として、屋良座森城は1950年に取り壊された。